# Nahum Gutman
Pour les articles homonymes, voir Gutman.

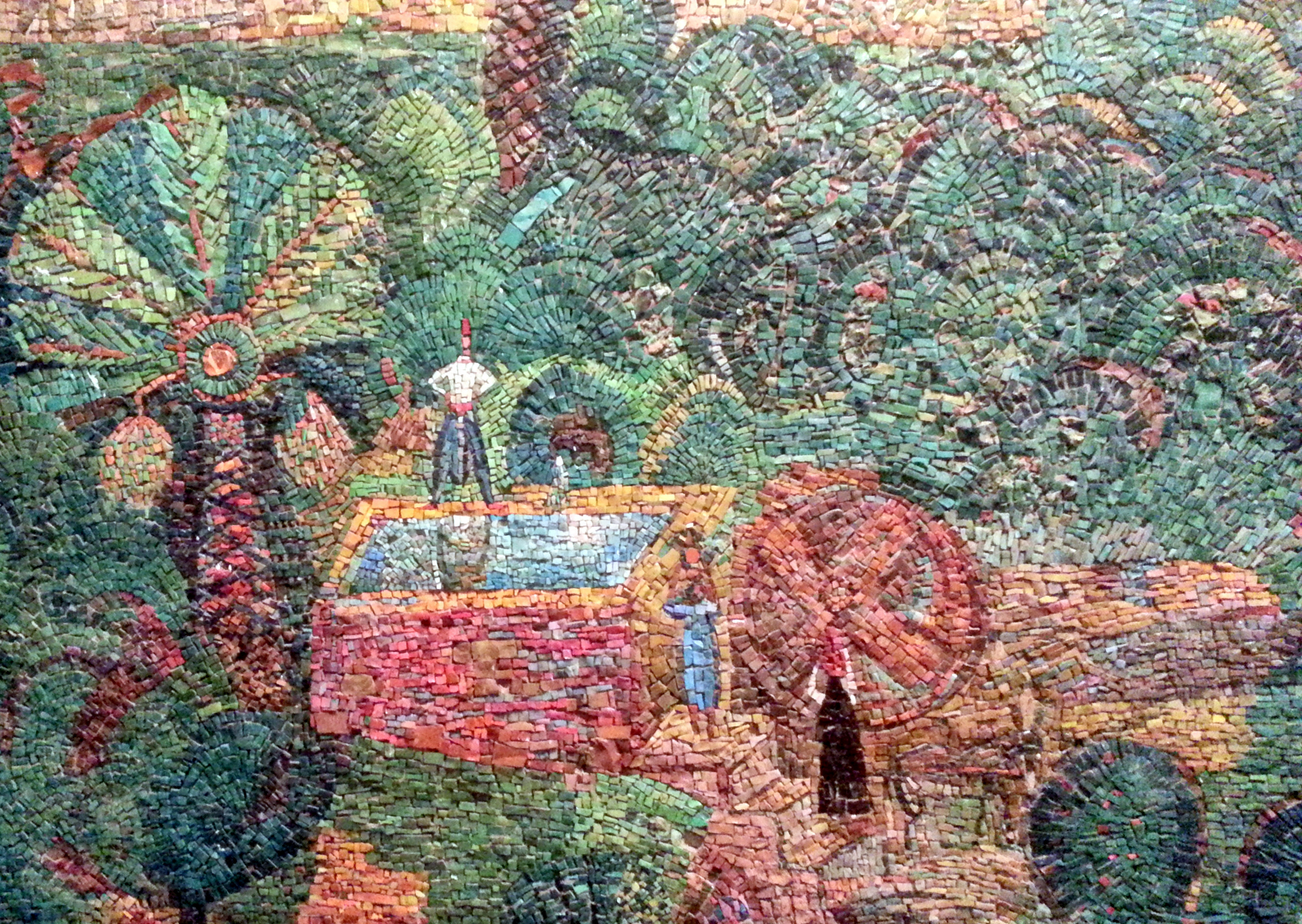
Mur de mosaïque du lycée hébraïque Herzliya (détail).

Nahum Gutman ou Nachum Gutman hébreu : נחום גוטמן), né le 15 octobre 1898 et mort le 28 novembre 1980, est un peintre, sculpteur et auteur israélien.

## Biographie
Nahum Gutman naît en 1898 à Telenești, Gouvernement de Bessarabie (Moldavie, Roumanie), alors une partie de l'Empire russe. Il est le quatrième enfant d'Alter et Rivka Gutman. Son père est un écrivain hébreu et éducateur qui écrivait sous le nom de plume « S. Ben Zion ». En 1903, la famille déménage pour Odessa et, deux ans plus tard, pour la Palestine ottomane. En 1908, il fréquente le lycée hébraïque Herzliya à Tel Aviv. En 1912, il étudie à l'École des beaux-arts Bezalel à Jérusalem. En 1920-1926, il étudie l'art à Vienne en Autriche, Berlin et Paris.
Il est marié à Dora, avec qui il a eu un fils.

## Récompenses et reconnaissance

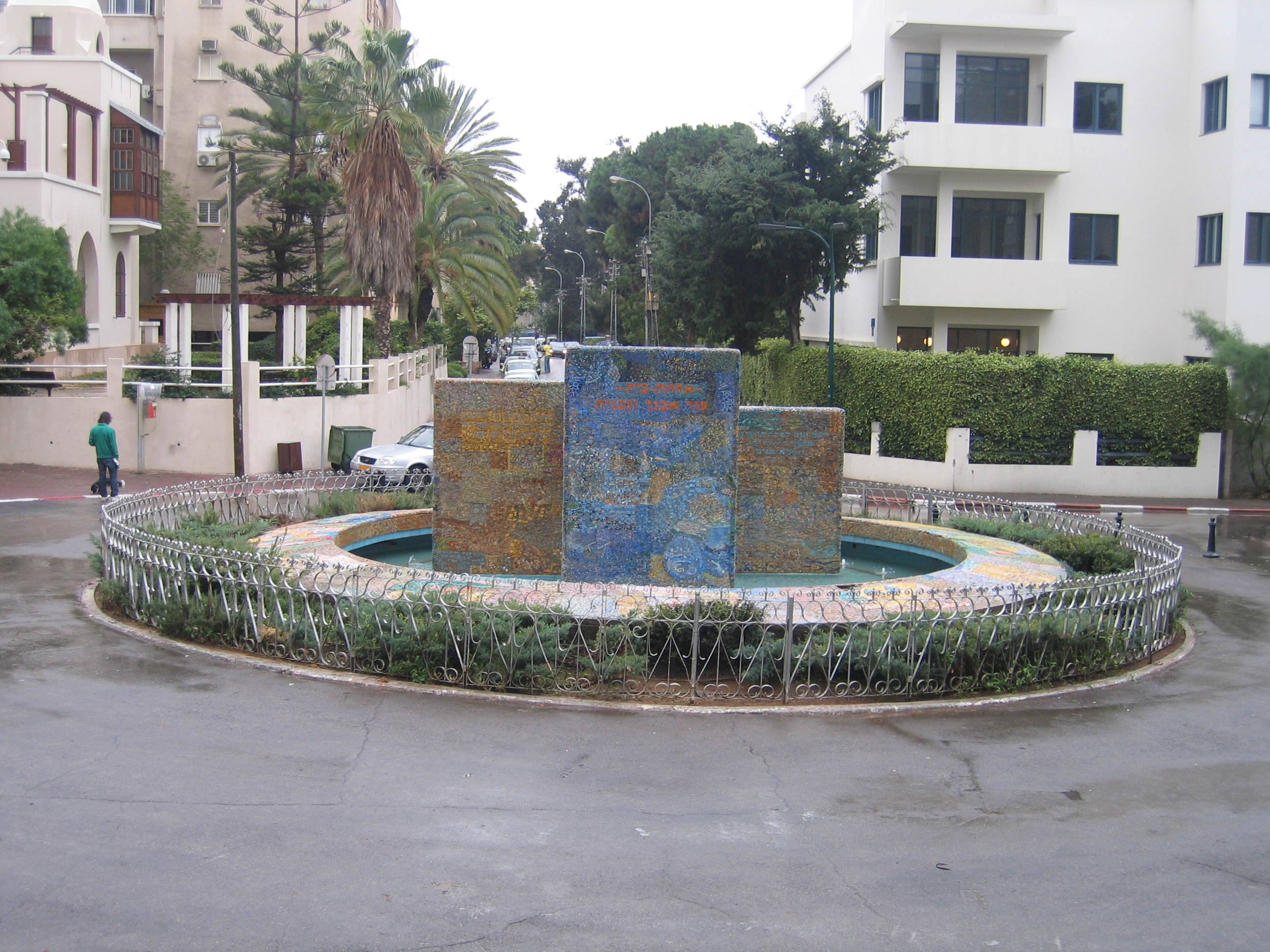
Fontaine en mosaïque, Tel Aviv, Bialik Street.

Il a reçu plusieurs prix artistiques et littéraires :
- 1938 : Prix Dizengoff pour la peinture (également en 1956)[3]
- 1946 : Lamdan Prize pour la littérature enfantine
- 1955 : Sicily Award pour l'aquarelle à la biennale de São Paulo
- 1956 : Prix Dizengoff pour la peinture (également en 1938)[3]
- 1962 : Hans Christian Andersen Literary Prize on behalf of Unesco for his book "Path of Orange Peels"
- 1964 : Yatziv Prize
- 1969 : Fichman Prize pour la littérature et l'art
- 1974 : Honorary Doctor of Philosophy de l'Tel Aviv University
- 1976 : Honorary Citizen of Tel Aviv
- 1978 : Prix Israël, pour la children's literature[4]

## Œuvres dans l'espace public
- 1961 : mur de mosaïque au Chief Rabbinate building, Tel Aviv.
- 1966 : mur de mosaïque au Migdal Shalom (Shalom Tower), Tel Aviv.
- 1967 : mur de mosaïque au Herzliya high school, Tel Aviv.
- 1976 : Histoire de Tel Aviv-Jaffa', mosaïque, Bialik Square, Tel Aviv.

## Publications
- (en) In the Land of Lobengulu King of Zulu, Massadah, 1940.
- (en) Seven Mills and Another Station (Sheva T'khanot ve'od Takhana), Yavneh, 1956.
- (en) Path of the Orange Peels: Adventures in the Early Days of Tel Aviv, traduction anglaise : Nelly Segal, Dodd, Mead & Company, 1979.